# Chi è questa che vèn, ch’ogn’om la mira
Chi è questa che vèn, ch’ogn’om la mira è un sonetto di Guido Cavalcanti.

## Testo
Testo
che fa tremar di chiaritate l’âre

e mena seco Amor, sì che parlare

null’omo pote, ma ciascun sospira?
O Deo, che sembra quando li occhi gira!

dical’ Amor, ch’i’ nol savria contare:

cotanto d’umiltà donna mi pare,

ch’ogn’altra ver’ di lei i’ la chiam’ira.
Non si poria contar la sua piagenza,

ch’a le’ s’inchin’ ogni gentil vertute,

e la Beltate per sua dea la mostra.
Non fu sì alta già la mente nostra

e non si pose ’n noi tanta salute,

che propiamente n’aviàn canoscenza.»

## Analisi
Il componimento è fra i più famosi e forse tra i più antichi di Cavalcanti, data la vicinanza al tema guinizzelliano della “lode”; è decisamente più esplicito rispetto al modello lo scetticismo riguardo alla possibilità di conoscere veramente l’”oggetto” dell’apparizione, la donna. Cavalcanti, vedendo sopraggiungere una donna (forse la “sua”), rimane folgorato dalla sua bellezza tanto da chiedersi chi sia veramente colei che incede tra l’ammirazione degli astanti, così luminosa da far tremare l’aria e così bella da suscitare in chi lo vede solo sospiri.
Una struttura a catena
Il testo ha una costruzione “a catena”, ogni strofa è legata all’altra da un elemento lessicale o contenutistico: “Amor”, che compare al v.3, è richiamato al v.6 «(Dical’ Amor)»; «non savria contare» del v.6 è ripreso al v.9 «non si poria contar», sottolineando peraltro il passaggio di da un’incapacità generale e assoluta di descrivere la donna.

## Struttura metrica
Il sonetto (tutti i versi endecasillabi) ha uno schema metrico ABBA-ABBA;CDE-EDC. Le rime A-B sono in consonanza.